# Cargolet corayà
El cargolet corayà (Pheugopedius coraya) és un ocell de la família dels troglodítids (Troglodytidae).

## Hàbitat i distribució
Habita les sabanes i vegetació secundària de les terres baixes i muntanyes des de l'est de Colòmbia, sud de Veneçuela i Guaiana Francesa, cap al sud, a través de l'est de l'Equador fins l'est del Perú i nord del Brasil amazònic.